# Cerastium undulatifolium
Cerastium undulatifolium là loài thực vật có hoa thuộc họ Cẩm chướng. Loài này được Sommier & Levier mô tả khoa học đầu tiên năm 1893.